# Jonjoe Kenny
Jonjoe Kenny (Liverpool, 15 marzo 1997) è un calciatore inglese, difensore del PAOK.

## Carriera

### Club
Cresciuto nel settore giovanile dell'Everton, colleziona le prime esperienze professionistiche in prestito a Wigan e Oxford United. Ha esordito con i Toffees il 15 maggio 2016, in occasione della partita di campionato vinta per 3-0 contro il Norwich City.
Il 10 giugno 2019 passa a titolo temporaneo, per una stagione, allo Schalke 04.
Il 1º febbraio 2021 viene ceduto in prestito al Celtic.

### Nazionale
Ha fatto parte di tutte le nazionali giovanili inglesi, vincendo l'Europeo Under-17 del 2014 e il Mondiale Under-20 del 2017. Nel 2019 viene convocato con l'Under-21 per l'Europeo di categoria.

## Statistiche

### Presenze e reti nei club
Statistiche aggiornate al 24 febbraio 2021.
| Stagione        | Squadra         | Campionato      | Campionato | Campionato | Coppe nazionali | Coppe nazionali | Coppe nazionali | Coppe continentali | Coppe continentali | Coppe continentali | Altre coppe | Altre coppe | Altre coppe | Totale | Totale | Totale |
| Stagione        | Squadra         | Comp            | Pres       | Reti       | Comp            | Pres            | Reti            | Comp               | Pres               | Reti               | Comp        | Pres        | Reti        | Pres   | Reti   |        |
| --------------- | --------------- | --------------- | ---------- | ---------- | --------------- | --------------- | --------------- | ------------------ | ------------------ | ------------------ | ----------- | ----------- | ----------- | ------ | ------ | ------ |
| lug.-sett. 2015 | Wigan           | FL1             | 7          | 0          | FACup+CdL       | -               | -               | -                  | -                  | -                  | FLT         | -           | -           | 7      | 0      |        |
| gen.-mag. 2016  | Oxford Utd      | FL2             | 17         | 0          | FACup+CdL       | 1+0             | 0               | -                  | -                  | -                  | FLT         | 2           | 0           | 20     | 0      |        |
| mag.-giu. 2016  | Everton         | PL              | 1          | 0          | FACup+CdL       | -               | -               | -                  | -                  | -                  | -           | -           | -           | 1      | 0      |        |
| 2016-2017       | Everton         | PL              | 1          | 0          | FACup+CdL       | -               | -               | -                  | -                  | -                  | -           | -           | -           | 1      | 0      |        |
| 2017-2018       | Everton         | PL              | 19         | 0          | FACup+CdL       | 1+2             | 0               | UEL                | 3                  | 0                  | -           | -           | -           | 25     | 0      |        |
| 2018-2019       | Everton         | PL              | 10         | 0          | FACup+CdL       | 1+2             | 0               | -                  | -                  | -                  | -           | -           | -           | 13     | 0      |        |
| 2019-2020       | Schalke 04      | BL              | 31         | 2          | CG              | 3               | 0               | -                  | -                  | -                  | -           | -           | -           | 34     | 2      |        |
| 2020-feb. 2021  | Everton         | PL              | 4          | 0          | FACup+CdL       | 1+3             | 0               | -                  | -                  | -                  | -           | -           | -           | 8      | 0      |        |
| feb.-giu. 2021  | Celtic          | SP              | 14         | 0          | SC+CdL          | 0+2             | 0               | UCL+UEL            | -                  | -                  | -           | -           | -           | 16     | 0      |        |
| 2021-2022       | Everton         | PL              | 15         | 0          | FACup+CdL       | 4+2             | 0+0             | -                  | -                  | -                  | -           | -           | -           | 21     | 0      |        |
| Totale Everton  | Totale Everton  | Totale Everton  | 50         | 0          |                 | 16              | 0               |                    | 3                  | 0                  |             | -           | -           | 69     | 0      |        |
| 2022-2023       | Hertha Berlino  | BL              | 24         | 0          | CG              | 1               | 0               | -                  | -                  | -                  | -           | -           | -           | 25     | 0      |        |
| Totale carriera | Totale carriera | Totale carriera | 143        | 2          |                 | 23              | 0               |                    | 3                  | 0                  |             | 2           | 0           | 171    | 2      |        |

## Palmarès

### Nazionale

#### Competizioni giovanili
- Campionato d'Europa Under-17: 1

Malta 2014
- Campionato mondiale Under-20: 1

Corea del Sud 2017